# Hamataliwa micropunctata
Hamataliwa micropunctata là một loài nhện trong họ Oxyopidae.
Loài này thuộc chi Hamataliwa. Hamataliwa micropunctata được Cândido Firmino de Mello-Leitão miêu tả năm 1929.